# Cellkärna

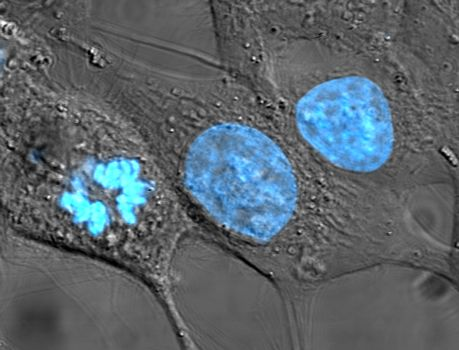
På dessa tre celler har cellkärnan färgats blå.

En cellkärna eller nukleus är en struktur i celler, som är insluten i ett membran, och innehåller huvuddelen av cellens arvsmassa. Cellkärnan styr cellens funktioner genom att reglera produktionen av proteiner. De flesta celler i människokroppen har en cellkärna, men vissa celler (såsom skelett muskelceller) har flera kärnor, och mogna röda blodkroppar har inga cellkärnor.
Cellkärnans insida har en vätska som i sin sammansättning liknar den i cytosolen. Kärnan har ett nätverk av kromatintrådar, som består av DNA och proteiner. Vid celldelning drar sig kromatintrådarna ihop sig till tjockare trådar, som kallas för kromosomer.
Cellkärnan har ett eget membran, som består av två lipidmembran. Mellanrummet mellan dessa två membran är sammanfogat med det korniga endoplasmatiska retiklet. I detta dubbla membran finns även porer där molekyler transporteras mellan kärnan och cytosolen, i informationsutbytande syfte.
De organismer vars celler har cellkärna, bland annat växter och djur, klassificeras som eukaryota organismer, medan de som saknar cellkärna (bakterier och arkéer), kallas prokaryoter.

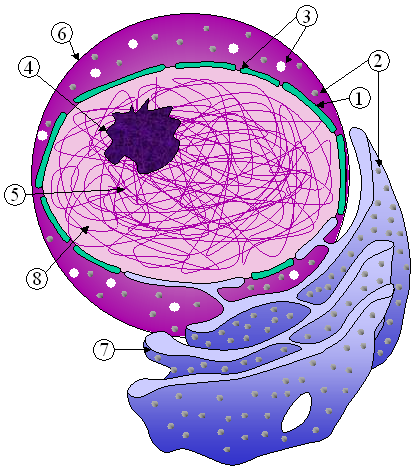
Cellkärnan med angränsande endoplasmatiskt retikulum. Teckenförklaring:
1 Kärnmembran
2 Ribosomer
3 Porkomplex (proteiner som bildar kanaler genom kärnmembranet)
4 Nukleol
5 Kromatin
6 Kärna
7 Endoplasmatiskt retikulum
8 Nukleoplasma;
Hela strukturen omges av cytoplasma

## Delstrukturer
Kärnan är den största organellen i djurceller. 
Medeldiametern för däggdjursceller är ungefär 6 mikrometer och de upptar ungefär 10% av cellens volym. Inuti cellkärnan finns en trögflytande vätska som liknar cytosolen, den vätska som finns i cellen utanför kärnan. I mikroskop ser kärnan ut som en kompakt, i stort sett rund organell. 
Större molekyler kan passera endast genom särskilda porer i membranet medan mindre molekyler passerar det spontant.

### Kärnmembranet och dess porer

Den eukaryotiska cellkärnan. I detta diagram syns kärnmembranet som är prickigt av ribosomer, DNA i form av kromatin och nukleol.

Genomskärning av en por genom kärnmembranet (1).

Kärnmembranet består av två dubbla membran, det inre och det yttre, åtskilda av ett mellanrum på 10 till 50 nanometer. Det omsluter kärnan fullständigt och åtskiljer cellens genetiska material från den omgivande cytoplasman. Det utgör på detta sätt en barriär som gör att makromolekyler inte kan röra sig fritt från kärnan till andra delar av cellen.
Det yttre kärnmembranet hänger kontinuerligt samman med det korniga endoplasmatiska nätverket och är liksom detta prickigt av ribosomer. Utrymmet mellan kärnmembranen hänger kontinuerligt samman med det inre av det endoplasmatiska nätverket.  
I kärnmembranet finns små porer som utgör små väldefinierade vattenkanaler genom det. Varje por är uppbyggd av flera proteiner, så kallade nukleoporiner. Det finns 50 till 100 proteiner i en por och de väger tillsammans ungefär 125 megadalton. Hela porens diameter är 100 nanometer, men på grund av de reglerande proteinerna vid porens mitt är själva hålet, där molekyler kan passera igenom membranet, endast ungefär 9 nm brett. Detta innebär att små vattenlösliga molekyler kan passera fritt, medan större molekyler, som nukleinsyror och större proteiner förhindras att passera genom poren. För dessa molekyler finns andra mekanismer, som aktivt transporterar de molekyler som cellen behöver förflytta mellan kärnan och cytosolen. En normal däggdjurscell har mellan 3000 och 4000 porer i hela kärnmembranet. Varje sådan por har en toroidformad, åttfaldigt symmetrisk struktur som håller samman det inre och det yttre membranet och formar ett hål genom båda. En så kallad kärnkorg är sammankopplad med ringen av porproteiner och sträcker sig in i kärnans plasma och en serie små trådliknande utväxter sträcker sig ut i cytoplasman. Båda dessa strukturer bidrar till att binda de proteiner som transporterar molekyler mellan kärnan och cytoplasma.
De flesta proteinerna och ribosomdelarna och en del av DNA transporteras genom dessa porer i en process som förmedlas av en familj av transport-faktorer som kallas karyoferiner. De flesta karyoferinerna interagerar direkt med den molekyl de transporterar, men en del använder anpassningsproteiner.
Steroider som kortisol och aldosteron kan diffundera genom cellmembranet in i cellens cytoplasma och där bindas till kärnreceptorer, proteiner som transporteras in till kärnan. Där fungerar de som stimulerande transkriptionsfaktorer när de binds till sina mottagare. När dessa mottagare inte kan binda till sitt hormon hämmar de användningen (uttryckandet) av motsvarande gen.

### Kromosomer

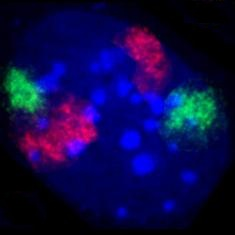
Kärnan i en fibroblast-cell i en mus. Här har DNA färgts blått. De tydligt åtskilda kromosomområdena för kromosom 2 (röd) och kromosom 9 (grön) har gjorts synliga med fluorescerande ljus.

Cellkärnan innehåller merparten av cellens genetiska material, i form av ett antal linjära DNA-molekyler som organiserats i strukturer som kallas kromosomer. Under större delen av cellcykeln är kromosomerna ordnade i en kombination av DNA och proteiner som kallas kromatin. Under celldelningen blir kromatinet väl synligt. Det är i denna form som kromosomerna är mest välkända. 
Det finns två typer av kromatin. Eukromatin är den mindre kompakta formen av DNA. Den innehåller gener som uttrycks ofta. Den andra typen, heterokromatin, är mer kompakt. Den innehåller DNA som transkriberas ganska sällan. Under interfas organiseras kromatinet i åtskilda områden, så kallade "kromosomrevir" (engelska chromosome territories). 
Aktiva gener, som vanligtvis finns i den eukromatiska delen av kromosomen, befinner sig oftast nära kromosomrevirets gräns mot andra kromosomrevir.
Antikroppar mot vissa kromatin-former, särskilt nukleosomer, har satts i samband med vissa autoimmuna sjukdomar, till exempel systemisk lupus erythematosus. 
Det är oklart vilken roll dessa antikroppar kan spela i uppkomsten av dessa sjukdomars symptom.